# Túbulo
En biología, un túbulo es un término general que se refiere a un tubo pequeño o un tipo de estructura similar. Específicamente, el túbulo puede referirse a:
- un pequeño tubo o estructura fistular
- un tubo diminuto revestido con epitelio glandular[1]
- cualquier estructura corporal cilíndrica hueca
- un diminuto canal que se encuentra en varias estructuras u órganos del cuerpo[2]
- un canal anatómico alargado y delgado[3]
- un tubo diminuto, especialmente como estructura anatómica.

## Ejemplos de túbulos
- Túbulos colectores: canales terminales de las nefronas[4]

- Túbulos de Cuvier: racimos de túbulos pegajosos situados en la base del árbol respiratorio, que pueden ser liberados por algunos pepinos de mar (holoturios) cuando son estimulados mecánicamente (es decir, están amenazados por un depredador[5]

- Túbulos dentinarios o canalículos dentales: canales diminutos en la dentina de un diente que se extienden desde la cavidad pulpar hasta el cemento o el esmalte[4]

- Túbulo contorneado distal : La porción contorneada de la nefrona de los vertebrados que se encuentra entre el asa de Henle y la parte no secretora de la nefrona y que se ocupa especialmente de la concentración de la orina[3]

- Túbulo galactóforo o conductos lactíferos: pequeños canales para el paso de la leche desde las células secretoras de la glándula mamaria hasta el pezón[4]

- Asa de Henle: la larga parte en forma de U del túbulo renal, que se extiende a través de la médula desde el extremo del túbulo convolutivo proximal. Comienza con una rama descendente (que comprende el túbulo recto proximal y el túbulo delgado ), seguida de la rama ascendente (el túbulo recto distal ), y termina en el túbulo convolutivo distal[2]

- Túbulo de Malpighi: cualquiera de los órganos excretores de los insectos que se encuentran en la cavidad corporal abdominal y desembocan en la unión entre el intestino medio y el intestino grueso[6]

- Túbulo mesonéfrico: túbulos que comprenden el mesonefros o riñón temporal de los amniotas.

- Túbulo metanéfrico: túbulos que comprenden el riñón permanente de amniotas[4]

- Microtúbulo: un túbulo microscópicamente pequeño[2]

- Túbulo contorneado proximal : la porción de la nefrona inmediatamente después del glomérulo

- Túbulo renal : los diminutos canales formados por la membrana basal y revestidos de epitelio, componen la sustancia del riñón y secretan, reabsorben, recogen y conducen la orina. Incluye el contorneado proximal, el asa de la nefrona (que contiene el túbulo recto proximal, descendente y ascendente delgado, y los túbulos rectos distales) y los túbulos contorneados distales[4]

- Túbulos seminíferos : cualquiera de los numerosos túbulos contorneados largos en los testículos que son los sitios donde maduran los espermatozoides.

- Túbulo T : túbulos intracelulares transversales que invaginan desde la membrana celular y rodean las miofibrillas del sistema T del músculo esquelético y cardíaco, que sirven como vía para la propagación de la excitación eléctrica dentro de una célula muscular.

- Tráquea : túbulos que forman el sistema respiratorio de la mayoría de los insectos y muchos arácnidos.

- Túbulos uriníferos: cualquiera de los pequeños túbulos que son las unidades excretoras del riñón de los vertebrados.

- Vía uveoescleral: un túbulo que drena el exceso de humor acuoso.

- Vasos eferentes : túbulos contorneados que van desde la red testicular hasta los conductos deferentes y forman la cabeza del epidídimo[2]

- Grupos vesiculares-tubulares entre el aparato de Golgi y el retículo endoplásmico que ayudan en el transporte[7]